# Tor Hedberg
Tor Harald Hedberg (23 mars 1862 - 13 juillet 1931) est un écrivain, dramaturge, directeur de théâtre et traducteur suédois.

## Biographie
Hedberg est le fils de l'écrivain Frans Hedberg (en). Il travaille comme critique d'art et de littérature pour le journal Svenska Dagbladet de 1897 à 1907 et comme critique d'art pour Dagens Nyheter de 1921 à 1931. De 1910 à 1922, il dirige le Théâtre dramatique royal et, à partir de 1924, il est à la tête de la Galerie Thiel,,. Il devient membre de l'Académie suédoise en 1922, au fauteuil numéro 4. Hedberg est marié à l'actrice Stina Hedberg (en) (née Holm).